# Lưu Vĩ Cường
Lưu Vĩ Cường (tiếng Trung: 刘伟强, tiếng Anh: Andrew Lau Wai-keung, sinh ngày 4 tháng 4 năm 1960) là một nam đạo diễn, nhà quay phim kiêm nhà sản xuất điện ảnh người Hồng Kông. Ông khởi đầu sự nghiệp điện ảnh trong vai trò là nhà quay phim, từng đảm nhận vị trí quay phim trong nhiều tác phẩm của các đạo diễn nổi tiếng như Lâm Lĩnh Đông, Vương Tinh và Vương Gia Vệ.
Kể từ thập niên 1990, Lưu Vĩ Cường bắt đầu thử sức với vai trò đạo diễn và nhà sản xuất phim, ở vị trí này ông bắt đầu được chú ý sau thành công của loạt phim Người trong giang hồ. Là đạo diễn có sở trường về phim hành động và phim xã hội đen, Lưu Vĩ Cường đã cho ra đời nhiều bộ phim trong đó đáng chú ý nhất là Vô gian đạo, tác phẩm mà ông đạo diễn cùng Mạch Triệu Huy. Vô gian đạo đã đem lại cho ông giải Đạo diễn xuất sắc nhất tại Giải thưởng Điện ảnh Hồng Kông, bộ phim sau đó đã được đạo diễn Martin Scorsese làm lại với tựa đề The Departed, đây là tác phẩm đã giành giải Oscar cho phim truyện hay nhất vào năm 2006.
Ông còn được biết đến qua những bộ phim khác như Huyền thoại Trần Chân, Võ lâm quái thú, Chuyến bay sinh tử hay gần đây là Bác sĩ Trung Quốc.

## Tiểu sử
Lưu Vĩ Cường sinh năm 1960 tại Tân Giới trong một gia đình có tới 12 người con, bố của Vĩ Cường là một công nhân xây dựng. Sau khi tốt nghiệp phổ thông, Lưu bắt đầu vào làm tại hãng phim Thiệu Thị trong vai trò trợ lý quay phim. Tác phẩm điện ảnh đầu tiên mà Lưu Vĩ Cường tham gia là bộ phim của đạo diễn Lưu Gia Lương Thập bát ban vũ khí (1982). Sau bộ phim này, Lưu Vĩ Cường dần khẳng định được danh tiếng trong vị trí quay phim với nhiều bộ phim hành động hoặc võ thuật của các đạo diễn lớn như Phú quý liệt xa (富貴列車, 1986) của Hồng Kim Bảo hay Long hổ phong vân (龍虎風雲, 1987) của đạo diễn Lâm Lĩnh Đông. Lưu Vĩ Cường cũng là quay phim cho Vượng Giác Tạp Môn (旺角卡門, 1988), bộ phim đầu tay của đạo diễn Vương Gia Vệ, ở một số phim sau này của Vương như A Phi chính truyện hay Trùng Khánh Sâm Lâm, Lưu Vĩ Cường cũng tham gia trợ giúp cho Christopher Doyle trong phần hình ảnh.
Đầu thập niên 1990 Lưu Vĩ Cường bắt đầu thử sức với vị trí đạo diễn bằng các bộ phim cấp III do Vương Tinh sản xuất như Hương Cảng kì án: Chi cường gian (香港奇案之強姦, 1993). Năm 1996 Lưu Vĩ Cường cho ra đời Người trong giang hồ (古惑仔之人在江湖, 1996), bộ phim mà ông đảm nhận cả hai vai trò đạo diễn và quay phim. Người trong giang hồ sau khi công chiếu đã được khán giả đón nhận nồng nhiệt với nội dung hấp dẫn về các băng đảng xã hội đen. Thành công của bộ phim đã giúp Lưu Vĩ Cường tạo dựng danh tiếng trong dòng phim tội phạm, ông tiếp tục cho ra đời 7 phần tiếp theo của tác phẩm này. Bên cạnh Người trong giang hồ, Lưu Vĩ Cường còn hợp tác với Vương Tinh để cho ra đời nhiều bộ phim có tính giải trí cao khác như Phong vân: Hùng bá thiên hạ (風雲之雄霸天下, 1998), một tác phẩm dựa trên bộ truyện tranh cùng tên, Trung Hoa anh hùng (中華英雄, 1999) hay Quyết chiến trên đỉnh Tử Cấm Thành (决战紫禁城之巅, 2000), cả ba đều có sự tham gia của Trịnh Y Kiện, người thủ vai chính trong loạt phim Người trong giang hồ.
Năm 2002 Lưu Vĩ Cường cho ra đời tác phẩm xuất sắc nhất của ông, Vô gian đạo (无间道), bộ phim mà ông vừa là quay phim, nhà sản xuất và đồng đạo diễn với Mạch Triệu Huy. Vô gian đạo là bộ phim ăn khách nhất ở Hồng Kông năm 2002 đồng thời cũng được giới phê bình đánh giá rất cao, bộ phim sau đó đã được đạo diễn Martin Scorsese làm lại với tựa đề The Departed, đây là tác phẩm đã giành Giải Oscar cho phim hay nhất vào năm 2006. Sau thành công của Vô gian đạo, bộ đôi Lưu Vĩ Cường và Mạch Triệu Huy còn đồng đào diễn một loạt phim ăn khách khác là Vô gian đạo II, Vô gian đạo III (2003), Initial D (頭文字D, 2005) và Thương thành (伤城, 2006). Cũng trong năm 2006, ông còn nhận đạo diễn cho một bộ phim Hàn Quốc là Hoa cúc dại (데이지) với vai chính được giao cho nữ diễn viên Jun Ji-hyun. Năm 2007, ông đạo diễn bộ phim tiếng Anh đầu tiên của ông là The Flock với hai ngôi sao Richard Gere và Claire Danes. Đến năm 2014, ông làm thêm một bộ phim tiếng Anh nữa là Rồng xanh báo thù.
Từ năm 2010 đến nay, ông đã cho ra mắt những bộ phim ăn khách tại thị trường Hồng Kông và cả châu Á, nổi bật trong số đó bao gồm Huyền thoại Trần Chân, Võ lâm quái thú, Chuyến bay sinh tử hay gần đây là Bác sĩ Trung Quốc.